# Javi Márquez
Javier Márquez Moreno (Barcellona, 11 maggio 1986) è un ex calciatore spagnolo, di ruolo centrocampista.